# KZDMA23
KZDMA23 è una District Management Area della municipalità distrettuale di Uthukela e si estende su una superficie di 908 km²
La zona settentrionale del DMA ricade all'interno del Royal Natal National Park, mentre la zona meridionale ricade all'interno del Giants Castle Nature Reserve.

## Fiumi
- Endumeni
- Lotheni
- Mlambonja
- Ncibidwana
- Thonyelana
- Xeni